# Talbot Memorial Bridge
El Talbot Memorial Bridge —Pont memorial-commemoratiu Talbot— (en irlandès, Droichead Cuimhneacháin an Talbóidigh) és un pont que creua el riu Liffey, situat al centre de ciutat de Dublín a la República d'Irlanda i pel que passa una carretera. Va acabar-se de construir el 1978, amb 22 metres d'amplària, va ser dissenyat per De Leuw, Chadwick and O’hEocha Consulting Engineers i commemora dos fets de la història d'Irlanda. Per una banda és un homenatge a l'asceta Matt Talbot, activista del Moviment per la Temprança del Northside, i de qui hi ha una estàtua al final de l'extrem sud del pont, i per d'altre i alhora, rendeix homenatge als marins irlandesos que van perdre la vida durant la Segona Guerra Mundial —136 en total— quan intentaven portar aliments bàsics al país a bord de vaixells que van ser destruïts.
El pont enllaça la Memorial Road a la vorera nord del riu amb la Moss Street a la sud; la Memorial Road va ser anomenada així en homenatge als membres de la Brigada de Dublín que va morir durant la Guerra Angloirlandesa, en especial als morts en una batuda prop de la Custom House.